# Glenn Brown
Glenn Brown (* 1966 Hexham) je anglický malíř. V roce 1985 absolvoval základní kurz na Norwichské škole umění a designu, v letech 1985 až 1988 studoval na Bathské škole umění a designu a v letech 1990 až 1992 na Goldsmiths v Londýně. Vlastní výstavy měl například v Serpentinské galerii v Londýně (2004), Uměleckohistorickém muzeu ve Vídni (2008) nebo Tate Liverpool (2009). Skupinových výstav se účastnil například v Centru Pompidou v Paříži, Muzeu současného umění v Los Angeles nebo v Kunsthalle Wien. V roce 2012 se spolu s dalšími dvanácti výtvarníky účastnil výstavy Beyond Reality / British Painting Today v pražské Galerii Rudolfinum. V roce 2019 mu byl udělen Řád britského impéria.